# Гозюмов, Хетаг Русланович
Хе́таг Русла́нович Гозю́мов (азерб. Xetaq Ruslanoviç Qazyumov, осет. Гозымты Русланы фырт Хетæг; 24 апреля 1983) — азербайджанский борец осетинского происхождения.  Чемпион мира, Европы и Европейских игр, призёр Олимпийских игр. Признавался FILA лучшим борцом мира 2010. Почётный гражданин города Алагир.
Главный тренер мужской сборной Северной Осетии-Алании по вольной борьбе (октябрь 2016 — март 2023).
Главный тренер мужской сборной Азербайджана по вольной борьбе (с марта 2023). Лучший спортивный деятель 2013 года.

## Карьера
Родился и вырос в городе Алагир. Окончил школу № 2. Окончил с отличием ГГАУ. 
Воспитанник алагирской школы вольной борьбы. Начинал заниматься у заслуженного тренера России Аслана Цогоева. 
До 2007 выступал за Россию. Серебряный призер чемпионата России 2006. В 2007 году сменил спортивное гражданство на азербайджанское.
Являлся капитаном национальной сборной Азербайджана по борьбе.
После летних Олимпийских игр 2016 объявил о завершении карьеры.
Проживает в г. Баку.

### Летние Олимпийские игры 2008

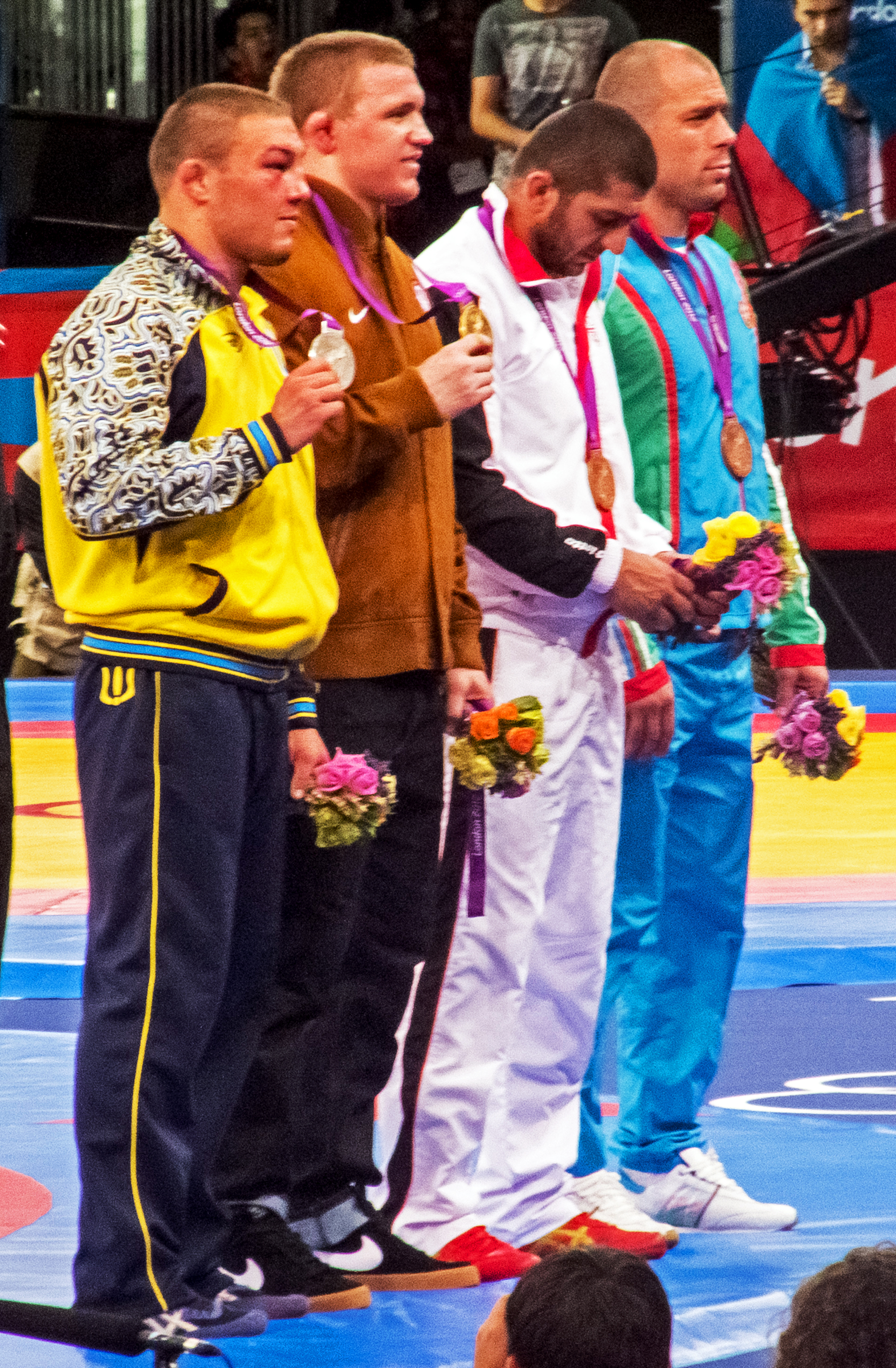
На церемонии награждения Олимпиады 2012 (крайний справа)

На Олимпийских играх 2008 в Пекине победил М. Гусмана (ПОЛ), Винсента Акесе (Франция), Курбана Курбанова (Узбекистан), Георгия Тибилова (Украина). 
В полуфинале проиграл с минимальным счётом Ширвани Мурадову (Россия), ставшему победителем Олимпиады. 
Завоевал бронзовую медаль.

### Летние Олимпийские игры 2012
На Олимпийских играх 2012 хорошо начав турнир, затем, ввиду резко ухудшившегося состояния здоровья, проиграл украинцу Валерию Андрейцеву. Его уже везли в больницу, когда он узнал, что имеет возможность претендовать на бронзовую медаль. Хетаг упросил медиков развернуться и отвезти его обратно. Ему сделали капельницу, и в таком состоянии он вышел на схватку с представителем Ирана. Выиграл и завоевал вторую бронзовую медаль.

### Олимпийские игры 2016
На Олимпиаде 2016 взял серебряную медаль. 

### Чемпионат мира
На чемпионате мира 2009 в Хернинге (Дания) победил всех своих соперников. В равной борьбе, по последнему действию уступил в финале земляку Хаджимурату Гацалову. Завоевал серебряную медаль.  
14 сентября 2010 года на чемпионате мира 2010 завоевал золотую медаль. В ходе турнира победил сенегальца Аристида Диатта (12:0), канадского осетина Хетага Плиева (9:1), белоруса Руслана Шейхова (2:0), киргиза Алексея Крупнякова (6:0). 
В финале в упорной борьбе одержал победу над россиянином, олимпийским чемпионом и четырёхкратным чемпионом мира Хаджимуратом Гацаловым со счетом 2:1 (0:1, 1:0, 1:0).
На чемпионате мира 2013 победил досрочно Юрия Майера из Аргентины и  (5:0, 3:0). В 1/8 финала одолел К. Сказкевича из Польши (4:0, 0:1). В четвертьфинале досрочно одолел Алексея Крупнякова из Кыргызстана (8:0). В полуфинале выиграл у россиянина Анзора Болтукаева (0:1, 4:1) и вышел в финал, где не сумел одолеть в упорной схватке иранского борца Реза Яздани.   

### Чемпионат Европы
На чемпионате Европы 2009 стал чемпионом Европы в полутяжелом весе, в финале победив бронзового призёра Олимпиады 2008 Георгия Кетоева.
На чемпионате Европы по борьбе 2010 выиграл золотую медаль, поочередно одолев латвийца Имантса Лагодскиса, Радослава Барана из Польши, белоруса Алексея Дубко и в финале Георгия Гогшелидзе из Грузии.

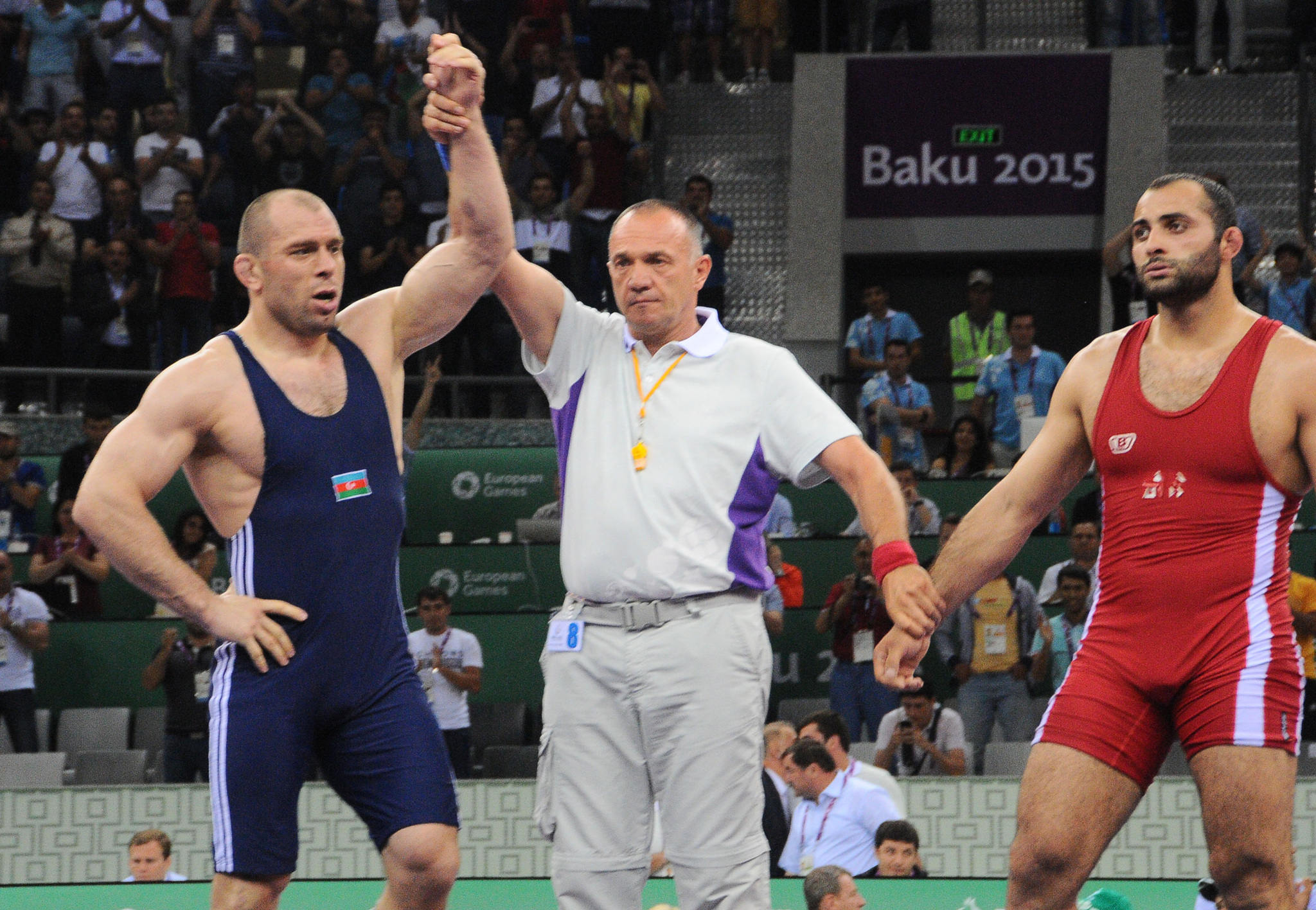
На I Европейских играх в Баку

На чемпионате Европы 2011 в третий раз подряд стал чемпионом Европы. Сначала победил Эдера Вильянуэлу (Испания) (6:0, 4:0). Затем одолел Ивана Янковского (Беларусь) (3:0, 3:0). В четвертьфинале не оставил никаких шансов Эдгару Енокяну (Армения) (3:0, 1:0). Полуфинал также прошёл с преимуществом, победив молдаванина Николая Чебана (1:0, 1:0). В финале выиграл у осетинского борца Владислава Байцаева (1:0, 7:0).

## Тренерская карьера
Главный тренер мужской сборной Северной Осетии по вольной борьбе (октябрь 2016 — март 2023).
Главный тренер мужской сборной Азербайджана по вольной борьбе (с марта 2023).

## Награды
- Почётный диплом Президента Азербайджана (31 августа 2012, за высокие достижения на ХХХ летних Олимпийских играх, а также за заслуги в развитии азербайджанского спорта)[3]
- Орден «Слава» (29 июня 2015, за высокие достижения на I Европейских играх и заслуги в развитии спорта в Азербайджане)[4]
- Орден «За службу Отечеству» II степени (1 сентября 2016, за высокие достижения, завоеванные на ХХХI летних Олимпийских играх, и заслуги в развитии спорта в Азербайджане)[5]
- Орден «Труд» III степени (13 августа 2024, за высокие достижения на XXXIII Летних Олимпийских играх и заслуги в развитии азербайджанского спорта)[6]